# Davidson Lampariello
Davidson Roberto de Moraes Lampariello (né le 16 octobre 1980 à São Paulo) est un joueur brésilo-italien de volley-ball. Il mesure 1,94 m et joue réceptionneur-attaquant.

## Clubs
| Club                | De         | À          |
| ------------------- | ---------- | ---------- |
| SE Palmeiras        | 2001-2002  | 2001-2002  |
| ECU Suzano          | 2002-2003  | 2002-2003  |
| EC Pinheiros        | 2003-2004  | 2003-2004  |
| CS Madère           | 2004-2005  | 2004-2005  |
| Cosenza Pallavolo   | 2005-2006  | 2006-2007  |
| Pallavolo Pineto    | 2007-2008  | 2009-2010  |
| AS Volley Lube      | 2010-2011  | nov 2013   |
| Sichuan NPD         | nov 2013   | 2014       |
| Bento Vôlei         | 2014-2015  | févr. 2015 |
| Corigliano Volley   | févr. 2015 | mai 2015   |
| Pallavolo Plaisance | 2015-2016  | 2015-2016  |

## Palmarès
- Challenge Cup (1)
  - Vainqueur : 2011
- Championnat d'Italie (1)
  - Vainqueur : 2012
- Coupe d'Italie
  - Finaliste : 2012, 2013
- Supercoupe d'Italie (1)
  - Vainqueur : 2012
  - Perdant : 2013